# ウィークボソン
ウィークボソン（英: weak boson）は素粒子物理学において、弱い相互作用を媒介する素粒子である。弱ボソンとも言う。
ウィークボソンはスピン1のベクトルボソンで、WボソンとZボソンの二種類が存在する。いずれも大質量という特徴があり陽子質量に対してWボソンは約80倍、Zボソンは約90倍であり、このためごく短時間のうちに別の粒子に崩壊する。Wボソンは電荷 ±1 （W+,W−）をもち、W+とW−は互いに反粒子の関係にある。
Zボソンは電荷 0 で、反粒子はおなじZボソンである。
1968年に理論で存在が予言され、1983年に欧州合同原子核研究所にてその存在が確認された。

## 概要
弱い相互作用はベータ崩壊に代表される、粒子の種類を変える相互作用である。
{\displaystyle n\to p^{+}+e^{-}+{\bar {\nu }}_{e}}
ベータ崩壊では4つのフェルミオンが関わっており、フェルミ相互作用と呼ばれる。
湯川秀樹はこの反応を
{\displaystyle n\to p^{+}+W^{-},~W^{-}\to e^{-}+{\bar {\nu }}_{e}}
のように2段階で起きているとした。それぞれの反応では2つのフェルミオンと1つのボソンが関わっており、湯川相互作用と呼ばれる。
シュウィンガーは弱い相互作用と電磁相互作用の共通性から両者には関係があると考え、Wボソンと光子を合わせて SU(2) の三重項（随伴表現）とする模型を考えた。
この模型には、光子は質量をもたないがWボソンが質量をもつ理由や、Wボソンが質量をもつ故に相互作用のくりこみが不可能であるなどの困難があった。
グラショウは対称性を SU(2)×U(1) に拡張する必要性に気付いた。
ワインバーグとサラムはヒッグス機構により対称性が自発的に破れて質量を与える理論を考えた。
この理論によりZボソンの存在と、Zボソンが関わる中性カレントというそれまでに無かった相互作用が予言された。
この予言によりグラショウ、サラム、およびワインバーグは1979年にノーベル物理学賞を受賞した。
WボソンとZボソンは1983年にCERNのスーパー陽子シンクロトロン（SPS）によって発見された。
ウィークボソンの質量程度のエネルギースケール（100GeV程度）は通常ウィークスケールと呼ばれる。
WボソンとZボソンの質量はCERNの大型電子陽電子衝突型加速器（Large Electron–Positron Collider, LEP）により精度良く測定されている。
特に、ヒッグス機構によって破れた電弱対称性がウィークスケールにおいてどの程度の量子補正を受けられるかはLEPによる精密測定から厳しい制限がつけられており素粒子模型の構築の指針となっている。